# تيرينس أودونيل
تيرينس أودونيل (بالإنجليزية: Terrence O'Donnell)‏ هو محامي وقاضي أمريكي، ولد في 1946 في ليكوود في الولايات المتحدة.

## وصلات خارجية
- تيرينس أودونيل على موقع إن إن دي بي (الإنجليزية)